# 1. Medizinische Fakultät der Karls-Universität

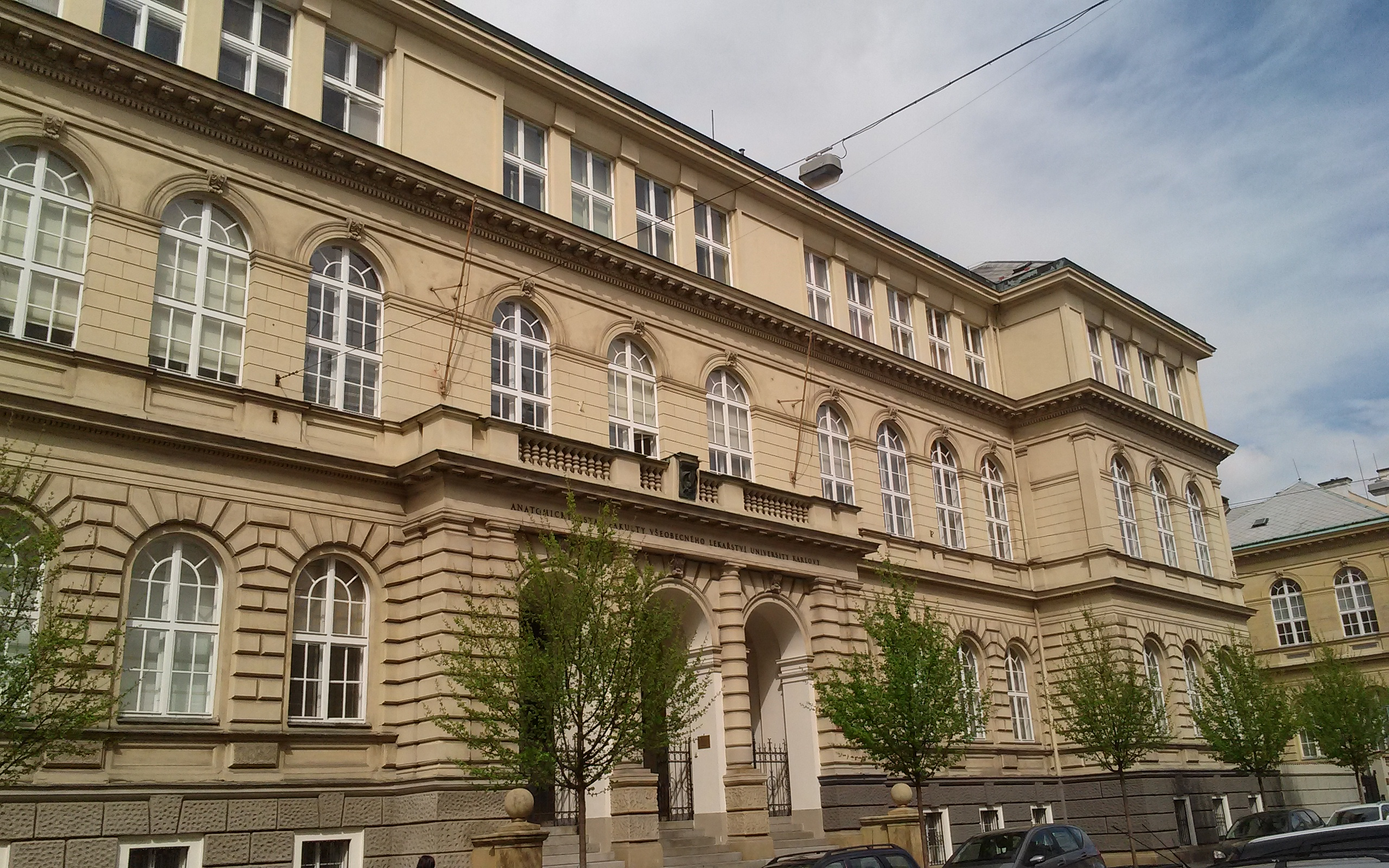
Anatomiegebäude der 1. Medizinischen Fakultät

Die 1. Medizinische Fakultät der Karls-Universität (tschechisch: 1. lékařská fakulta) in Prag ist eine der fünf medizinischen Fakultäten der Karls-Universität. Sie ist ein direkter Nachfolger der ursprünglichen Medizinischen Fakultät, die seit ihrer Gründung im Jahr 1348 (gemeinsam mit der Fakultät der Künste, der Philosophischen Fakultät, der Juristischen Fakultät und der Fakultät für Theologie) durch König Karl IV. Teil der Universität war. Das Symbol der 1. Medizinischen Fakultät ist ein Pelikan.
Im Jahre 1953 wurde aufgrund einer Entscheidung des damaligen Ministeriums für Universitäten der Tschechoslowakei beschlossen, die medizinische Fakultät in drei getrennte Fakultäten zu teilen:
- Fakultät für Allgemeinmedizin (FVL) – heute 1. Medizinische Fakultät
- Fakultät für Pädiatrie (FDL) – heute 2. Medizinische Fakultät
- Medizinische Fakultät der öffentlichen Gesundheit (LFH) – heute 3. Medizinische Fakultät

Die Änderung des Namens der FLV zur 1. Medizinischen Fakultät wurde erst nach der Samtenen Revolution im Jahr 1990 vollzogen. Seit Mitte der 1990er Jahre bietet die 1. Medizinische Fakultät das Human- und Zahnmedizinstudium sowohl in tschechischer als auch in englischer Sprache an. 